# Parc national de Rawa Aopa Watumohai
Le parc national de Rawa Aopa Watumohai est un parc national marin situé dans le Sulawesi du Sud-Est en Indonésie. Il a été créé en 1989 et recouvre 1 050 km². Au plus bas, le parc est au niveau de la mer et au plus haut, il culmine à 981 m. À l'intérieur de celui-ci se trouve la tourbière d'Aopa, la plus grande des Célèbes, reconnue comme une zone humide d'importance internationale qui doit être conservée.

## Faune et flore
Le parc regorge d'une végétation variée : des forêts tropicales de contreforts, des forêts de mangrove, des forêts côtières, de la savane et des forêts marécageuses d'eau douce. 323 espèces de plantes ont été recensées dans le parc dont le palmier de Palmyre, le callicarpe, Bruguiera gymnorhiza (palétuvier), Cratoxylum formosum (plante à fleurs) ou encore des espèces de Metrosideros.
En ce qui concerne la faune, il accueille notamment le babiroussa, deux espèces de buffles d'eau miniatures en danger (l'anoa des montagnes et l'anoa de Malaisie) et 155 espèces d'oiseaux dont 37 sont endémiques des Célèbes. Parmi les oiseaux du parc, on peut citer le mégapode maléo, le marabout chevelu, la cigogne épiscopale, le martin-chasseur à collier blanc, le cacatoès soufré, l'épervier à poitrine rousse, la phasianelle de Manado, le nicobar à camail. Le parc sert d'habitat à une population d'environ 170 tantales blancs, une autre espèce en danger. Parmi les primates du parc, on peut citer le tarsier spectre ou le macaque des Célèbes aux bras gris .
Le parc héberge 11 espèces de reptiles, 20 de poissons et est une zone de nurserie importante pour les crabes, les poissons et les crevettes.

## Population humaine
La zone du parc a été traditionnellement habitée par les Moronenes. À l'époque des Indes orientales néerlandaises, sept villages se trouvaient dans le parc. Dans les années 1950, la plupart des Moronenes sont partis dans d'autres zones de l'île mais ils s'y sont réinstallés dans les années 1970. Après la création du parc en 1989, les autorités locales ont essayé plusieurs fois de les en expulser. En 1997, les forces de sécurité ont brûlé 175 maisons et l'année suivante, 88 autres. En 2001 également, 100 maisons ont été détruites par les autorités.

## Conservation et menaces
Le parc a été créé en 1989 et, en 2011, il a été désigné zone humide d'importance internationale par la convention de Ramsar.
Les menaces contre le parc incluent l'exploitation forestière illégale, le braconnage et le vol d'œufs.